# 日暮
日暮（ひぐらし）は、千葉県松戸市の地名。現行の行政地名は日暮一丁目から日暮八丁目と日暮（丁目なし）。郵便番号は270-2253。

## 地理
松戸市の中央付近に位置する。
北側は千駄堀、金ケ作、常盤平陣屋前、常盤平柳町、東側は牧の原、五香西、南側は河原塚、西側は和名ケ谷、稔台に接している。五香西と串崎新田の飛び地、松飛台に囲まれる形で日暮の飛び地がある。

## 世帯数と人口
2019年（令和元年）12月31日現在の世帯数と人口は以下の通りである。
| 丁目       | 世帯数    | 人口    |
| ---------- | --------- | ------- |
| 日暮一丁目 | 501世帯   | 875人   |
| 日暮二丁目 | 649世帯   | 1,046人 |
| 日暮三丁目 | 727世帯   | 1,455人 |
| 日暮四丁目 | 389世帯   | 828人   |
| 日暮五丁目 | 737世帯   | 1,403人 |
| 日暮六丁目 | 386世帯   | 770人   |
| 日暮七丁目 | 881世帯   | 1,851人 |
| 日暮八丁目 | 275世帯   | 683人   |
| 日暮       | 46世帯    | 105人   |
| 計         | 4,591世帯 | 9,016人 |

## 小・中学校の学区
市立小・中学校に通う場合、学区は以下の通りとなる。
| 丁目       | 番地                                            | 小学校                   | 中学校               |
| ---------- | ----------------------------------------------- | ------------------------ | -------------------- |
| 日暮一丁目 | 8番地～14番地                                   | 松戸市立常盤平第三小学校 | 松戸市立常盤平中学校 |
| 日暮一丁目 | 1番地～7番地、15番地～21番地                    | 松戸市立河原塚小学校     | 松戸市立常盤平中学校 |
| 日暮二丁目 | 1番地～9番地、17番地～20番地                    | 松戸市立常盤平第三小学校 | 松戸市立常盤平中学校 |
| 日暮二丁目 | 10番地～16番地                                  | 松戸市立寒風台小学校     | 松戸市立常盤平中学校 |
| 日暮三丁目 | 全域                                            | 松戸市立河原塚小学校     | 松戸市立河原塚中学校 |
| 日暮四丁目 | 15番地の3～15番地の20                           | 松戸市立稔台小学校       | 松戸市立河原塚中学校 |
| 日暮四丁目 | 1番地～15番地2                                  | 松戸市立河原塚小学校     | 松戸市立河原塚中学校 |
| 日暮五丁目 | 全域                                            | 松戸市立河原塚小学校     | 松戸市立河原塚中学校 |
| 日暮六丁目 | 1番地～102番地                                  | 松戸市立常盤平第三小学校 | 松戸市立常盤平中学校 |
| 日暮六丁目 | 103番地～199番地                                | 松戸市立河原塚小学校     | 松戸市立牧野原中学校 |
| 日暮七丁目 | 1番地～428番地                                  | 松戸市立河原塚小学校     | 松戸市立牧野原中学校 |
| 日暮七丁目 | 440番地～650番地                                | 松戸市立河原塚小学校     | 松戸市立河原塚中学校 |
| 日暮八丁目 | 全域                                            | 松戸市立河原塚小学校     | 松戸市立河原塚中学校 |
| 日暮       | 399番地の2、399番地の22 399番地の27、401番地の2 | 松戸市立常盤平第三小学校 | 松戸市立常盤平中学校 |
| 日暮       | 略                                              | 松戸市立松飛台小学校     |                      |

## 交通

### 鉄道
- 京成電鉄松戸線 八柱駅
- 東日本旅客鉄道（JR東日本）武蔵野線 新八柱駅

### 道路

#### 主要地方道
- 千葉県道51号市川柏線

#### 一般県道
- 千葉県道281号松戸鎌ケ谷線

## 施設

### 公園
- 小山台公園
- 日暮公園

### 宗教
- 白髭神社
- 徳蔵院
- 瑞雲寺

### 商業
- イトーヨーカドー八柱店